# تومور استرومائی-اپیتلیومی سطحی
تومور استرومائی-اپیتلیومی سطحی (انگلیسی: Surface epithelial-stromal tumor) گروهی از نئوپلاسم‌های تخمدان است که ممکن است خوش‌خیم یا بدخیمی باشند. تصور بر آن است که منشأ این تومورها اپیتلیوم سطحی (لایه سلولی پوشاننده) تخمدان (که نوعی صفاق تغییرشکل‌یافته است) یا بافت نابجای آندومتر یا لوله رحم باشد. به این گونه تومورها «آدنوکارسینوم تخمدان» هم می‌گویند. این گروه از تومورها ۹۰٪ تا ۹۵٪ از کل موارد سرطان تخمدان را تشکیل می‌دهند. با این حال، این تومورها عمدتاً در زنان یائسه یافت می‌شود، به استثنای ایالات متحده آمریکا که در آن ۷٪ موارد در زنان زیر ۴۰ سال رخ می‌دهد. سطح سرمی CA-125 در بیشتر موارد بالاست، اما دقت تشخیصی آن تنها ۵۰٪ است، بنابراین نشانگر تومور مفیدی برای ارزیابی پیشرفت درمان نیست. ۷۵ درصد از زنان مبتلا به سرطان تخمدان اپیتلیال در مراحل پیشرفته کشف می‌شوند. با این حال، بیماران جوان تر احتمال بیشتری دارد که پیش آگهی بهتری نسبت به بیماران مسن داشته باشند. 
این گونه تومورها بیشتر به حفره جنبی (۳۳٪)، کبد (۲۶٪) و شش (۳٪) متاستاز می‌دهد.
مؤسسه ملی سرطان انجام شیمی‌درمانی را برای موارد پیشرفتهٔ این تومورها، از طریق تزریق وریدی و تزریق صفاقی را توصیه می‌کند.